# Liste des familles de la noblesse roumaine
Les familles de la noblesse roumaine (en roumain: nobilimea română) sont celles jadis détentrices de la terre et de franchises spécifiques appelées jus valachicum, essentiellement issues des trois principautés où vivaient les populations roumanophones : la principauté de Transylvanie (1111-1867), la principauté de Valachie (1330-1859) et la principauté de Moldavie (1359-1859). La noblesse roumaine ne ressemble pas aux aristocraties occidentales : il ne s'agissait initialement pas d'une noblesse titrée (exception faites pour les familles qui ont reçu, au fil de l’histoire, des titres de l’empereur du Saint-Empire, le roi de Pologne, le tsar de Russie). Les nobles roumains (en roumain nobilii români) étaient globalement désignés comme « boyards » (en roumain : boieri) et les plus anciens étaient, pour certains, issus des boilas bulgares, ou bien d'origine coumane comme la dynastie des Basarab ; à partir du XVIIe siècle s'y adjoignirent de nombreuses familles d'origine grecque, albanaise ou autre, indistinctement qualifiées de « phanariotes » parce que la plupart venaient du Phanar, quartier chrétien de Constantinople ; inversement, en Transylvanie la noblesse roumaine est progressivement devenue hongroise à l'exemple des Corvinides ou de la famille Nopcea, et en Moldavie elle est devenue russe comme une partie de la famille Movilă.

## Histoire
Bien qu'il n'y ait pas eu de titres à proprement parler, la noblesse était très puissante les trois principautés : elle élisait les souverains, le plus souvent en son sein (voir liste des souverains de Moldavie, liste des souverains de Transylvanie et liste des souverains de Valachie). Les nobles possédaient d'énormes domaines et jouaient un rôle majeur dans le choix des alliances formées par les principautés. Les familles moins aisées et moins prestigieuses servaient dans les armées ou à la cour ; ils avaient de plus petites domaines. Au cours des siècles, plusieurs rangs de boyards se sont progressivement différenciés : seules les familles ayant obtenu des fonctions à la cour étaient considérées comme des « grands boyards » (roumain : boieri mari). Les autres étaient des petits boyards (boieri mici) voire des boyards pauvres (boieri legați cu tei, littéralement « boyards aux ceintures en écorce de tilleul »). Cette différenciation avait des causes généalogiques (accumulation ou au contraire morcellement des domaines au fil des générations), politiques (les perdants de tel ou tel groupe ou complot se voyaient confisquer leurs biens) ou religieuses (des boyards sans descendance léguaient leurs terres aux monastères, qui finirent au début du XIXe siècle par détenir autant de surface que la noblesse).

## Familles existantes

### A
| Nom de famille | Titre(s) & Anoblissement                | Origine      | Notice | Possessions historiques | Statut actuel | Blason                                                                               |
| -------------- | --------------------------------------- | ------------ | --- | --- | --- | ------------------------------------------------------------------------------------ |
| Abază          | Boyards de Moldavie                     | Moldavie     | Famille d’origine circassienne intégrée à la noblesse moldave au XVIIe siècle. Elle a exercé une influence considérable dans l’administration et l’armée. | Château d'Abaza, terres autour de Iași et Vaslui (8 000 ha), fortune de 500 M€ avant 1864                                                    | Famille en grande partie dispersée, quelques descendants en Roumanie et en Turquie, peu actifs dans la vie publique.    | D’azur, à une épée d’argent en pal accostée de deux étoiles d’or                     |
| Argyropoulos   | Famille phanariote                      | Valachie     | Famille d’origine grecque, installée en Valachie au XVIIIe siècle. Ses membres ont occupé d’importantes fonctions administratives et ecclésiastiques.     | Manoir Argyropoulos, terres autour de Bucarest et Brăila (5 500 ha), fortune de 400 M€ avant 1864                                            | Famille dispersée entre la Grèce et la Roumanie, peu influente aujourd’hui.                                             | D'azur, à un aigle bicéphale d'or, tenant un sceptre et un globe crucifère           |
| Alecsandri     | Boyards de Moldavie                     | Moldavie     | Famille influente dans la culture et la politique, ayant donné le poète Vasile Alecsandri.                                                                | Domaine familial en Moldavie (5 000 ha), fortune de 300 M€ avant 1864                                                                        | Toujours active dans la culture et les arts, héritage littéraire important.                                             | D'argent, à une plume de gueules posée en fasce                                      |
| Apafi          | Princes de Transylvanie                 | Transylvanie | Famille hongroise ayant gouverné la Principauté de Transylvanie au XVIIe siècle.                                                                          | Châteaux et vastes domaines en Transylvanie (12 000 ha), fortune de 750 M€ avant 1864                                                        | Famille éteinte en Transylvanie, quelques descendants en Hongrie.                                                       | De gueules, au soleil d'or surmontant un croissant du même                           |
| Apor           | Comtes et barons de Transylvanie        | Transylvanie | Famille hongroise influente en Transylvanie, impliquée dans l’administration habsbourgeoise et la gestion des terres.                                     | Château Apor, terres en Covasna et Harghita (12 000 ha), fortune de 800 M€ avant 1864                                                        | Famille toujours influente, certains membres impliqués dans la politique hongroise.                                     | De gueules, à une main d'argent tenant une épée du même, surmontée d'une étoile d'or |
| Arapu          | Boyards de Moldavie                     | Moldavie     | Famille ayant exercé un rôle dans la diplomatie et l’administration moldave sous les règnes des princes phanariotes.                                      | Manoir Arapu, terres agricoles en Botoșani et Suceava (7 000 ha), fortune de 550 M€ avant 1864                                               | Famille éteinte, mais plusieurs édifices historiques portent encore son nom.                                            | D’azur, au croissant d’argent surmonté d’une étoile du même                          |
| Arbore         | Boyards de Moldavie                     | Moldavie     | Illustre famille de grands logothètes et gouverneurs, dont Luca Arbore, impliqué dans l’essor culturel et religieux moldave.                              | Manoir Arbore, terres agricoles en Bucovine (10 000 ha), fortune de 600 M€ avant 1864                                                        | Famille éteinte en Roumanie, reste un héritage architectural notable avec l’église Arbore, classée à l’UNESCO.          | De gueules, à un arbre arraché d’or                                                  |
| Argetoianu     | Haute noblesse valaque                  | Valachie     | Famille de notables et diplomates, dont Constantin Argetoianu, homme d’État et écrivain. Influence importante au XIXᵉ et début XXᵉ siècle.                | Domaine d’Argetoaia, terres à Dolj et Olt (6 000 ha), fortune de 450 M€ avant 1864                                                           | Famille dispersée, descendants en Europe de l’Ouest, conserve une reconnaissance historique pour ses écrits politiques. | D'azur, à une tour d'argent, maçonnée de sable, surmontée d'une étoile d'or          |
| Asan           | Dynastie impériale et noble des Balkans | Valachie     | Issue de la dynastie Asan, fondatrice du Second Empire bulgare au XIIᵉ siècle, ayant régné sur la Valachie et les Balkans.                                | Forteresses d’Arbanassi et de Turnu, vastes territoires en Bulgarie, Valachie et Macédoine (50 000 ha), fortune immense avant le XIVᵉ siècle | Famille éteinte, mais son influence reste forte dans l’histoire valaque et bulgare.                                     | De gueules, à un lion rampant d’or, couronné du même                                 |

### B
| Nom de famille | Titre(s) & Anoblissement            | Origine                | Notice | Possessions historiques                                                                                 | Statut actuel                                                                                              | Blason                                                                                   |
| -------------- | ----------------------------------- | ---------------------- | --- | --- | --- | ---------------------------------------------------------------------------------------- |
| Băbeanu        | Boyards de Valachie                 | Valachie               | Famille de boyards d’Olténie, influente dans l’administration locale et la gestion des terres.                                               | Manoir Băbeanu, terres agricoles en Gorj et Dolj (6 000 ha), fortune de 500 M€ avant 1864               | Famille discrète aujourd’hui, quelques descendants présents en Roumanie.                                   | D’azur, à un lion rampant d’argent tenant un sceptre d’or.                               |
| Băjescu        | Boyards de Valachie                 | Valachie               | Famille ayant fourni des diplomates et administrateurs sous les princes phanariotes .                                                        | Manoir Băjescu, terres agricoles en Argeș et Dâmbovița (5 500 ha), fortune de 450 M€ avant 1864         | Famille éteinte, patrimoine en grande partie dispersé.                                                     | De gueules, à un croissant d'argent surmonté d'une étoile du même.                       |
| Bălăceanu      | Boyards de Valachie                 | Valachie               | Famille noble impliquée dans les affaires militaires et diplomatiques, ayant combattu sous Michel le Brave.                                  | Manoir Bălăceanu, terres en Prahova et Buzău (7 500 ha), fortune de 550 M€ avant 1864                   | Famille toujours existante, mais ayant perdu son influence.                                                | D’azur, à un cheval cabré d’or.                                                          |
| Băleanu        | Grand boyard de Valachie            | Valachie               | Famille de haute noblesse ayant eu une forte influence militaire et politique aux XVIIe et XVIIIe siècles. Exilée sous le régime communiste. | Manoirs et terres en Valachie (6 500 ha), fortune de 500 M€ avant 1864                                  | Famille éteinte en Roumanie, quelques descendants en exil en France et en Suisse.                          | D'argent, au loup rampant de sable, armé et lampassé de gueules.                         |
| Balotă         | Boyards de Valachie                 | Valachie               | Famille aristocratique de l’ouest de la Valachie, impliquée dans l’administration et la justice.                                             | Château Balotă, vastes terres en Mehedinți et Olt (6 500 ha), fortune de 600 M€ avant 1864              | Famille en partie dispersée, certains membres actifs dans le milieu universitaire.                         | D’argent, au cerf rampant de sable.                                                      |
| Balș           | Grande famille boyarde de Moldavie  | Moldavie               | Connue pour son rôle en politique et en diplomatie, notamment auprès de la Russie tsariste.                                                  | Domaine de Balș, terres agricoles (13 000 ha), fortune de 700 M€ avant 1864                             | Famille toujours influente, active dans les cercles intellectuels et historiques en Roumanie et en France. | De gueules, au griffon rampant d'argent, armé et lampassé d'azur.                        |
| Bánffy         | Comtes et barons de Transylvanie    | Transylvanie           | Grande famille noble hongroise influente dans l’administration de la Transylvanie sous l’Empire austro-hongrois.                             | Châteaux Bánffy, domaines agricoles (18 000 ha), fortune de 900 M€ avant 1864                           | Famille toujours influente en Hongrie et Roumanie, impliquée dans la culture et le patrimoine.             | D'azur, à un griffon d'or tenant une épée d'argent.                                      |
| Bărbătescu     | Boyards de Valachie                 | Valachie               | Famille ayant joué un rôle administratif sous les règnes des princes phanariotes.                                                            | Manoir Bărbătescu, terres agricoles en Ialomița et Călărași (4 500 ha), fortune de 400 M€ avant 1864    | Famille toujours existante, mais peu influente.                                                            | De sinople, à une épée d’argent en pal accompagnée de deux étoiles d’or.                 |
| Bărcănescu     | Boyards de Valachie                 | Valachie               | Famille noble influente dans le commerce et l’administration locale au XIXᵉ siècle.                                                          | Manoir Bărcănescu, terres agricoles en Giurgiu et Ilfov (5 000 ha), fortune de 450 M€ avant 1864        | Famille encore présente en Roumanie, mais sans pouvoir politique notable.                                  | D’or, à une ancre de sable surmontée d’une étoile d’azur.                                |
| Batthyány      | Comtes et ducs de Transylvanie      | Transylvanie / Hongrie | Famille hongroise influente, impliquée dans la politique et l’armée des Habsbourg.                                                           | Château Batthyány, vastes terres en Alba et Cluj (20 000 ha), fortune de 1 Md€ avant 1864               | Toujours influente, certains membres impliqués dans la politique et la culture en Hongrie et Roumanie.     | D'azur, au griffon rampant d'or tenant une épée d'argent.                                |
| Beldiman       | Boyards de Moldavie                 | Moldavie               | Famille érudite ayant produit plusieurs écrivains et hommes politiques influents.                                                            | Manoir Beldiman, terres en Iași et Vaslui (6 000 ha), fortune de 500 M€ avant 1864                      | Famille toujours existante, avec des descendants impliqués dans la culture et la littérature.              | De gueules, au livre ouvert d'argent surmonté d'une plume d'or.                          |
| Bellu          | Boyards de Valachie                 | Valachie               | Famille influente ayant contribué au patrimoine culturel, notamment par la fondation du cimetière Bellu à Bucarest.                          | Palais Bellu, vastes terres en Prahova et Ilfov (7 500 ha), fortune de 600 M€ avant 1864                | Famille en grande partie éteinte, héritage préservé par des institutions culturelles.                      | D'azur, à un lion rampant d'or tenant une balance du même.                               |
| Bengescu       | Boyards de Valachie                 | Valachie               | Famille aristocratique ayant produit des écrivains et diplomates notables.                                                                   | Domaine Bengescu, terres agricoles en Brăila et Galați (6 200 ha), fortune de 550 M€ avant 1864         | Famille toujours présente en Roumanie, avec des représentants actifs dans la littérature.                  | D’argent, au croissant de gueules surmonté d’une étoile d’or.                            |
| Berindei       | Boyards de Valachie                 | Valachie               | Famille ayant eu un rôle clé dans l’architecture et l’urbanisme du XIXᵉ siècle.                                                              | Château Berindei, terres en Giurgiu et Teleorman (5 500 ha), fortune de 450 M€ avant 1864               | Famille dispersée, certains membres sont actifs dans la préservation du patrimoine.                        | De sinople, à un compas d’argent accompagné de trois étoiles d’or.                       |
| Bethlen        | Comtes de Transylvanie              | Transylvanie           | Famille hongroise influente, ayant dirigé la Transylvanie sous l’Empire des Habsbourg.                                                       | Châteaux Bethlen, domaines agricoles et forêts (22 000 ha), fortune de 1 Md€ avant 1864                 | Toujours influente en Hongrie, patrimoine restauré en Transylvanie.                                        | De gueules, au cerf rampant d'argent.                                                    |
| Bibescu        | Prince de Valachie (1842)           | Valachie               | Connue pour son rôle politique et économique, proche des Hohenzollern.                                                                       | Palais Bibescu, terres agricoles (10 000 ha), fortune de 600 M€ avant 1864                              | Toujours influente dans les affaires et le patrimoine.                                                     | D'azur, au lion d'or, armé et lampassé de gueules, tenant une épée d'argent garnie d'or. |
| Bogdan         | Haute noblesse moldave              | Moldavie               | Famille issue de la lignée du prince Bogdan Ier, fondateur de la Moldavie.                                                                   | Forteresse de Suceava, terres en Botoșani et Neamț (15 000 ha), fortune de 900 M€ avant 1864            | Famille éteinte, mais héritage historique encore important en Roumanie.                                    | D’or, à une aigle bicéphale de sable tenant un sceptre et une épée.                      |
| Boteanu        | Boyards de Valachie                 | Valachie               | Famille noble influente dans l’administration et la politique valaque du XVIIIe siècle.                                                      | Manoir Boteanu, terres agricoles en Dâmbovița et Vâlcea (6 000 ha), fortune de 500 M€ avant 1864        | Famille éteinte, quelques vestiges historiques subsistent.                                                 | D’azur, au bouclier d’argent surmonté d’une couronne d’or.                               |
| Brăiloiu       | Boyards de Valachie                 | Valachie               | Famille aristocratique ayant joué un rôle dans la diplomatie et la gestion des finances sous les Phanariotes.                                | Domaine Brăiloiu, terres en Gorj et Olténie (6 800 ha), fortune de 550 M€ avant 1864                    | Famille encore représentée, mais sans influence notable.                                                   | De gueules, à un aigle d’argent surmonté d’une étoile d’or.                              |
| Brâncoveanu    | Princes de Valachie                 | Valachie               | Famille princière ayant gouverné la Valachie à la fin du XVIIe siècle, mécène des arts et de la culture.                                     | Palais Brâncoveanu à Mogoșoaia, terres en Olténie et Muntenie (15 000 ha), fortune de 900 M€ avant 1864 | Famille toujours présente, héritage culturel important, patrimoine préservé en Roumanie.                   | D'azur, à une croix pattée d'or surmontée d'une couronne du même.                        |
| Brătășanu      | Boyards de Valachie                 | Valachie               | Famille ayant occupé des fonctions judiciaires et militaires sous les règnes des princes phanariotes.                                        | Manoir Brătășanu, terres en Dolj et Mehedinți (5 200 ha), fortune de 450 M€ avant 1864                  | Famille encore existante, mais peu impliquée dans la vie publique.                                         | D’azur, à une épée d’argent en pal accompagnée de deux étoiles d’or.                     |
| Brătianu       | Famille politique et aristocratique | Valachie               | Famille ayant donné plusieurs premiers ministres et hommes d'État.                                                                           | Domaine Brătianu, terres agricoles (7 500 ha), fortune de 600 M€ avant 1864                             | Toujours influente, descendants impliqués dans la politique et l'économie.                                 | D'azur, à une étoile d'or, surmontée d'un livre ouvert d'argent.                         |
| Bruckenthal    | Barons de Transylvanie              | Transylvanie           | Famille saxonne influente, ayant donné Samuel von Brukenthal, gouverneur de Transylvanie.                                                    | Palais Brukenthal, vastes terres agricoles (9 000 ha), fortune de 600 M€ avant 1864                     | Famille éteinte, héritage culturel préservé en Roumanie.                                                   | D'azur, au lion rampant d'or tenant une épée d'argent.                                   |
| Bucșanu        | Boyards de Valachie                 | Valachie               | Famille noble impliquée dans la politique et l’administration du XIXᵉ siècle.                                                                | Manoir Bucșanu, terres en Ialomița et Dâmbovița (6 500 ha), fortune de 480 M€ avant 1864                | Famille toujours existante, bien que peu influente politiquement.                                          | D’azur, au chêne arraché d’or accompagné d’un croissant d’argent.                        |
| Budișteanu     | Boyards de Valachie                 | Valachie               | Famille ayant occupé des postes d’intendants et de gouverneurs dans l’administration valaque.                                                | Domaine Budișteanu, terres en Giurgiu et Teleorman (5 800 ha), fortune de 530 M€ avant 1864             | Famille encore présente, avec quelques membres actifs dans les affaires.                                   | De gueules, à une ancre de sable surmontée d’une étoile d’argent.                        |
| Bujorneanu     | Boyards de Moldavie                 | Moldavie               | Famille aristocratique moldave impliquée dans la réforme foncière et l’administration locale.                                                | Domaine Bujorneanu, terres en Vaslui et Iași (7 000 ha), fortune de 560 M€ avant 1864                   | Famille encore présente, bien que discrète dans la société roumaine actuelle.                              | De sinople, à un croissant d’argent accompagné de trois étoiles du même.                 |

### C
| Nom de famille | Titre(s) & Anoblissement                     | Origine                   | Notice | Possessions historiques                                                                                     | Statut actuel | Blason                                                                                                   |
| -------------- | -------------------------------------------- | ------------------------- | --- | --- | --- | --- |
| Callimachi     | Princes de Moldavie                          | Moldavie                  | Famille phanariote d’origine grecque ayant exercé une influence majeure sur la politique moldave au XVIIIe siècle. Plusieurs membres ont été princes régnants et mécènes. | Palais Callimachi, terres en Iași et Suceava (12 000 ha), fortune de 800 M€ avant 1864                      | Famille en grande partie dispersée après la chute des Phanariotes, descendants en Grèce et Roumanie, peu influents politiquement. | D’azur, à une aigle bicéphale d’or tenant un sceptre et une épée.                                        |
| Cantacuzène    | Grand boyard, Prince de Valachie et Moldavie | Byzance / Valachie        | Famille d'origine byzantine, influente dans l'administration et l'armée. Plusieurs branches subsistent, impliquées dans les sciences et la culture.                       | Châteaux Cantacuzino, Palais Cantacuzino (20 000 ha en Valachie et Moldavie), fortune de 1,2 Md€ avant 1864 | Toujours influente, la famille possède encore des propriétés et est impliquée dans des initiatives culturelles et touristiques.   | D'or, à l'aigle bicéphale de sable, becqué et membré d'or, tenant une croix potencée d'argent en son bec |
| Caradja        | Princes de Valachie                          | Empire Ottoman / Valachie | Illustre famille phanariote ayant gouverné la Valachie et la Moldavie, notamment sous Jean Caradja, connu pour ses réformes administratives.                              | Palais Caradja, terres en Bucarest et Ilfov (10 500 ha), fortune de 750 M€ avant 1864                       | Famille toujours existante, certains descendants actifs dans les milieux culturels et diplomatiques.                              | |
| Csáky          | Comtes de Transylvanie                       | Transylvanie              | Famille aristocratique hongroise influente dans l’administration et la politique transylvanienne.                                                                         | Châteaux Csáky, terres agricoles et forêts (19 000 ha), fortune de 880 M€ avant 1864                        | Famille dispersée entre la Hongrie et la Roumanie.                                                                                | D'azur, à trois fasces d'argent accompagnées de six étoiles du même en chef.                             |
| Cuza           | Prince de Moldavie et Valachie               | Moldavie                  | Famille ayant donné Alexandru Ioan Cuza, instigateur de l’unification des Principautés et des réformes modernes.                                                          | Palais Cuza, terres en Fălciu et Galați (9 500 ha), fortune de 700 M€ avant 1864                            | Famille éteinte en Roumanie, mais son influence historique demeure essentielle dans l’histoire nationale.                         | D’azur, à un lion rampant d’or tenant une épée d’argent.                                                 |

### D
| Nom de famille | Titre(s) & Anoblissement        | Origine             | Notice | Possessions historiques                                                            | Statut actuel                                                                                         | Blason                                                                |
| -------------- | ------------------------------- | ------------------- | --- | ---------------------------------------------------------------------------------- | --- | --------------------------------------------------------------------- |
| Dabija         | Boyards de Moldavie             | Moldavie            | Ancienne famille noble ayant produit plusieurs hauts dignitaires, grands logothètes et diplomates au service des princes moldaves. | Manoir Dabija, terres en Botoșani et Iași (6 800 ha), fortune de 550 M€ avant 1864 | Famille toujours existante, mais discrète et sans rôle politique actuel.                              | D’azur, à un cerf rampant d’argent surmonté d’une couronne d’or.      |
| Deák           | Nobles de Transylvanie          | Transylvanie        | Famille hongroise ayant joué un rôle politique et administratif majeur au sein de la noblesse transylvaine.                        | Manoir Deák, terres en Cluj et Alba (8 500 ha), fortune de 700 M€ avant 1864       | Famille toujours existante, certains membres impliqués dans la culture et la politique.               | D’azur, à un livre ouvert d’argent accompagné de trois étoiles d’or.  |
| Duca           | Princes de Moldavie et Valachie | Moldavie / Valachie | Famille phanariote influente ayant donné plusieurs souverains aux principautés danubiennes, notamment Gheorghe Duca.               | Palais Duca, terres en Galați et Buzău (11 000 ha), fortune de 780 M€ avant 1864   | Famille encore représentée dans la diaspora gréco-roumaine, mais ayant perdu son influence politique. | De gueules, à une croix pattée d’or surmontée d’une couronne du même. |

### E
| Nom de famille | Titre(s) & Anoblissement          | Origine      | Notice | Possessions historiques                                                                   | Statut actuel                                                    | Blason                                                            |
| -------------- | --------------------------------- | ------------ | --- | ----------------------------------------------------------------------------------------- | ---------------------------------------------------------------- | ----------------------------------------------------------------- |
| Erdődy         | Comtes de Transylvanie            | Transylvanie | Famille noble autrichienne et hongroise ayant occupé de hauts postes dans l’administration habsbourgeoise. | Château Erdődy, terres en Bihor et Satu Mare (15 000 ha), fortune de 850 M€ avant 1864    | Famille toujours influente, notamment en Hongrie et en Autriche. | D’or, à un arbre arraché de sinople surmonté d’une couronne d’or. |
| Esterházy      | Comtes et princes de Transylvanie | Transylvanie | Famille hongroise influente ayant possédé de nombreux domaines en Transylvanie et en Autriche-Hongrie.     | Châteaux Esterházy, terres agricoles et forêts (25 000 ha), fortune de 1,2 Md€ avant 1864 | Toujours influente en Hongrie, Autriche et Roumanie.             |                                                                   |

### F
| Nom de famille | Titre(s) & Anoblissement      | Origine      | Notice                                                                                                | Possessions historiques                                                                | Statut actuel                                                                         | Blason                                                             |
| -------------- | ----------------------------- | ------------ | --- | -------------------------------------------------------------------------------------- | ------------------------------------------------------------------------------------- | ------------------------------------------------------------------ |
| Fiáth          | Nobles de Transylvanie        | Transylvanie | Famille aristocratique hongroise impliquée dans la gestion foncière et militaire en Transylvanie.     | Domaine Fiáth, terres en Mureș et Covasna (9 000 ha), fortune de 600 M€ avant 1864     | Famille toujours existante, mais sans influence politique actuelle.                   | D’azur, au lion rampant d’or tenant une épée d’argent.             |
| Flondor        | Boyards de Bucovine           | Bucovine     | Famille roumaine ayant joué un rôle clé dans l’union de la Bucovine à la Roumanie en 1918.            | Manoir Flondor, terres en Suceava et Cernăuți (8 200 ha), fortune de 750 M€ avant 1864 | Famille toujours influente, notamment dans la culture et la politique roumaine.       | De sinople, à une colonne d’argent surmontée d’une étoile du même. |
| Florescu       | Boyards influents en Valachie | Valachie     | Grande famille noble impliquée dans l’armée et la diplomatie, connue pour sa résistance aux Ottomans. | Palais Florescu, terres agricoles et forêts (7 200 ha), fortune de 550 M€ avant 1864   | Toujours présente en Roumanie, descendants impliqués dans les affaires et la culture. | D'azur, à une épée d'argent en pal, accostée de deux étoiles d'or. |

### G
| Nom de famille | Titre(s) & Anoblissement                       | Origine            | Notice | Possessions historiques                                                                                    | Statut actuel                                                                                           | Blason |
| -------------- | ---------------------------------------------- | ------------------ | --- | --- | --- | --- |
| Ghica          | Prince de Valachie et Moldavie (XVIIIe siècle) | Albanie / Moldavie | Famille originaire des Balkans ayant exercé une forte influence sur la modernisation du pays. Forte présence diplomatique en Europe. | Palais Ghica, résidences à Bucarest, vastes domaines en Moldavie (18 000 ha), fortune de 950 M€ avant 1864 | Famille toujours active, certains membres sont engagés dans la diplomatie et l’administration publique. | D'azur, au croissant d'argent surmonté d'une étoile d'or, accompagné en pointe de deux fleurs de lys du même |
| Goian          | Boyards de Moldavie                            | Moldavie           | Famille aristocratique moldave ayant contribué aux réformes agraires et administratives au XIXᵉ siècle.                              | Domaine Goian, terres en Iași et Botoșani (7 500 ha), fortune de 680 M€ avant 1864                         | Famille toujours existante, peu influente politiquement.                                                | D’azur, à une tour d’argent surmontée d’une couronne d’or.                                                   |

### H
| Nom de famille | Titre(s) & Anoblissement    | Origine      | Notice                                                                                              | Possessions historiques                                                                        | Statut actuel                                                                           | Blason                                                                          |
| -------------- | --------------------------- | ------------ | --------------------------------------------------------------------------------------------------- | ---------------------------------------------------------------------------------------------- | --------------------------------------------------------------------------------------- | ------------------------------------------------------------------------------- |
| Haller         | Comtes de Transylvanie      | Transylvanie | Famille saxonne influente dans l'économie et l'administration de la Transylvanie.                   | Châteaux et terres agricoles (15 000 ha), fortune de 700 M€ avant 1864                         | Famille toujours active, impliquée dans le patrimoine historique.                       | D'argent, à une fasce de gueules, accompagnée de trois étoiles du même en chef. |
| Hunyadi        | Gouverneurs de Transylvanie | Transylvanie | Famille hongroise influente, dont Jean Hunyadi, régent de Hongrie et défenseur contre les Ottomans. | Château de Hunedoara, vastes domaines en Transylvanie (20 000 ha), fortune de 1 Md€ avant 1864 | Famille éteinte, héritage marqué par un rôle militaire et politique important.          | De gueules, à un corbeau de sable tenant un anneau d’or.                        |
| Hurmuzachi     | Boyards de Bucovine         | Bucovine     | Famille illustre de Bucovine ayant joué un rôle dans la culture et l’identité nationale roumaine.   | Manoir Hurmuzachi, terres en Cernăuți et Suceava (7 800 ha), fortune de 700 M€ avant 1864      | Famille toujours présente, influence notable dans les milieux académiques et culturels. | D’argent, à une aigle bicéphale de sable tenant une croix d’or.                 |

### K
| Nom de famille | Titre(s) & Anoblissement | Origine      | Notice                                                                 | Possessions historiques                                                              | Statut actuel                              | Blason                                                   |
| -------------- | ------------------------ | ------------ | ---------------------------------------------------------------------- | ------------------------------------------------------------------------------------ | ------------------------------------------ | -------------------------------------------------------- |
| Kemény         | Comtes de Transylvanie   | Transylvanie | Famille hongroise ayant produit plusieurs gouverneurs de Transylvanie. | Châteaux Kemény, vastes domaines agricoles (20 000 ha), fortune de 950 M€ avant 1864 | Toujours influente en Hongrie et Roumanie. | D'azur, à un ours rampant d'or tenant une épée d'argent. |

### M
| Nom de famille | Titre(s) & Anoblissement                    | Origine                   | Notice | Possessions historiques                                                                   | Statut actuel                                                                                                 | Blason                                                                                              |
| -------------- | ------------------------------------------- | ------------------------- | --- | ----------------------------------------------------------------------------------------- | --- | --------------------------------------------------------------------------------------------------- |
| Mavrocordato   | Phanariote, Princes de Moldavie et Valachie | Empire Ottoman / Moldavie | Grande famille phanariote connue pour son rôle dans les réformes administratives des principautés. Déclin après la chute de l’Empire ottoman. | Palais Mavrocordato, domaines agricoles (12 000 ha), fortune de 700 M€ avant 1864         | Famille dispersée entre la Roumanie, la Grèce et la France, impliquée dans la diplomatie et les arts.         | De gueules, au lion rampant d'or, armé et lampassé d'azur, tenant un cimeterre d'argent garni d'or. |
| Mavrogénis     | Boyards de Valachie et Moldavie             | Empire Ottoman / Valachie | Famille phanariote dont Nicolas Mavrogénis fut prince de Valachie et ambassadeur influent auprès de la Porte ottomane.                        | Manoir Mavrogénis, terres en Brăila et Teleorman (7 500 ha), fortune de 600 M€ avant 1864 | Famille en grande partie éteinte, certains descendants en Grèce et en Turquie.                                | De sable, à un croissant d’argent surmonté d’une étoile du même.                                    |
| Manos          | Boyards de Valachie                         | Empire Ottoman / Valachie | Famille grecque influente dans le commerce et la diplomatie, ayant contribué à l’administration des Principautés.                             | Palais Manos, terres en Craiova et Dolj (8 200 ha), fortune de 650 M€ avant 1864          | Famille toujours active dans la diaspora grecque et roumaine, certains descendants impliqués dans la culture. | D’azur, au griffon rampant d’or tenant une épée d’argent.                                           |
| Mourousi       | Princes de Moldavie                         | Empire Ottoman / Moldavie | Famille phanariote ayant donné plusieurs princes moldaves et occupant des postes administratifs à Constantinople.                             | Palais Mourousi, terres en Iași et Vaslui (10 000 ha), fortune de 780 M€ avant 1864       | Famille toujours existante, influence réduite après la chute des Phanariotes.                                 | D’argent, à un lion rampant de gueules tenant une épée d’or.                                        |

### N
| Nom de famille | Titre(s) & Anoblissement | Origine      | Notice                                                                                                | Possessions historiques                                                                                     | Statut actuel                                                                                               | Blason                                                               |
| -------------- | ------------------------ | ------------ | --- | --- | --- | -------------------------------------------------------------------- |
| Nopcsa         | Barons de Transylvanie   | Transylvanie | Famille aristocratique ayant influencé la recherche scientifique, notamment en paléontologie.         | Châteaux et domaines en Transylvanie (14 000 ha), fortune de 750 M€ avant 1864                              | Famille éteinte, mais patrimoine scientifique reconnu.                                                      | D'or, à un dragon rampant de sinople.                                |
| Nottara        | Boyards de Valachie      | Valachie     | Famille illustre dans les arts et la culture, avec Constantin Nottara, acteur et dramaturge influent. | Propriétés à Bucarest, maisons nobles et terres autour de Ploiești (4 000 ha), fortune de 300 M€ avant 1864 | Famille toujours présente, descendants impliqués dans le théâtre et la conservation du patrimoine culturel. | D'azur, au masque tragique d’or accompagné de deux étoiles d’argent. |

### O
| Nom de famille | Titre(s) & Anoblissement | Origine  | Notice | Possessions historiques                                                                               | Statut actuel | Blason                                                                    |
| -------------- | ------------------------ | -------- | --- | --- | --- | ------------------------------------------------------------------------- |
| Obedeanu       | Boyards de Valachie      | Valachie | Ancienne famille de grands boyards d’Olténie, ayant marqué l’administration et la vie religieuse locale.          | Château Obedeanu, terres agricoles dans la région de Craiova (7 000 ha), fortune de 500 M€ avant 1864 | Famille éteinte, patrimoine foncier perdu sous le communisme, mais le nom subsiste à travers des institutions locales. | D’or, à une croix pattée de gueules accompagnée de quatre besants d’azur. |
| Odobescu       | Boyards de Valachie      | Valachie | Famille érudite ayant donné des historiens et écrivains, dont Alexandru Odobescu, auteur et archéologue reconnu.  | Domaine Odobescu, palais et terres à Bucarest et Prahova (6 500 ha), fortune de 550 M€ avant 1864     | Famille toujours existante, conserve une influence dans les cercles académiques et littéraires.                        | De sinople, à un livre ouvert d’argent, surmonté d’une plume d’or.        |
| Olănescu       | Boyards de Valachie      | Valachie | Famille ayant joué un rôle administratif et juridique en Valachie, active dans la politique au XIXᵉ siècle.       | Manoir Olănescu, terres agricoles à Râmnicu Vâlcea (5 000 ha), fortune de 400 M€ avant 1864           | Famille subsistante mais discrète, descendants présents dans l’enseignement et le droit.                               | D’azur, à un chêne arraché d’or.                                          |
| Otetelișan     | Boyards de Valachie      | Valachie | Famille de boyards d’Olténie ayant contribué à l’administration militaire et civile sous les princes phanariotes. | Palais Otetelișan, terres et forêts en Olténie (8 000 ha), fortune de 600 M€ avant 1864               | Famille toujours représentée en Roumanie et dans la diaspora, mais sans influence politique majeure.                   | De gueules, à un bouclier d’argent chargé d’une épée en pal.              |

### R
| Nom de famille | Titre(s) & Anoblissement            | Origine             | Notice | Possessions historiques                                                              | Statut actuel                                                                                           | Blason                                                           |
| -------------- | ----------------------------------- | ------------------- | --- | ------------------------------------------------------------------------------------ | --- | ---------------------------------------------------------------- |
| Racoviță       | Princes de Moldavie et Valachie     | Moldavie / Valachie | Famille ayant fourni plusieurs princes régnants et ayant influencé la politique des principautés au XVIIIe siècle.                    | Palais Racoviță, terres en Suceava et Neamț (9 500 ha), fortune de 720 M€ avant 1864 | Famille éteinte, mais son héritage est marqué par de nombreuses constructions et réformes.              | De sinople, à un aigle d’argent surmonté d’une couronne d’or.    |
| Rákóczi        | Princes de Transylvanie             | Transylvanie        | Grande famille princière ayant dirigé la Transylvanie et mené plusieurs révoltes contre les Habsbourg.                                | Châteaux Rákóczi, vastes terres agricoles (30 000 ha), fortune de 1,5 Md€ avant 1864 | Famille éteinte, influence culturelle forte en Hongrie et Roumanie.                                     | De gueules, à un aigle d'argent tenant une épée d'or.            |
| Rosetti        | Boyards, haute aristocratie moldave | Moldavie            | Famille influente dans la presse et les réformes du XIXᵉ siècle. Importante dans les milieux intellectuels et politiques de l’époque. | Palais Rosetti, terres en Moldavie (8 000 ha), fortune de 450 M€ avant 1864          | Toujours active dans le journalisme et la politique, certains membres ont occupé des postes importants. | De gueules, à trois roses d'argent, tigées et feuillées du même. |

### S
| Nom de famille | Titre(s) & Anoblissement        | Origine                   | Notice | Possessions historiques                                                              | Statut actuel                                                                             | Blason                                                          |
| -------------- | ------------------------------- | ------------------------- | --- | ------------------------------------------------------------------------------------ | ----------------------------------------------------------------------------------------- | --------------------------------------------------------------- |
| Soutzo         | Princes de Valachie et Moldavie | Empire Ottoman / Valachie | Famille phanariote influente ayant dirigé les principautés sous la domination ottomane et impliquée dans le commerce.                      | Palais Soutzo, terres en Bucarest et Ilfov (8 000 ha), fortune de 690 M€ avant 1864  | Famille toujours existante, bien que sans influence politique majeure.                    | De gueules, au croissant d’or surmonté d’une étoile du même.    |
| Știrbei        | Princes de Valachie             | Valachie                  | Famille ayant contribué à la modernisation de la Valachie, notamment sous le règne de Barbu Știrbei.                                       | Palais Știrbei, terres en Buzău et Giurgiu (12 500 ha), fortune de 900 M€ avant 1864 | Famille toujours influente, connue pour son engagement culturel et architectural.         | D’azur, à une croix d’or accompagnée de quatre étoiles du même. |
| Stourdza       | Princes de Moldavie             | Moldavie                  | Famille ayant exercé un rôle clé dans l’administration moldave sous les Phanariotes, notamment sous Mihail Stourdza, prince modernisateur. | Palais Stourdza, terres en Iași et Bacău (11 200 ha), fortune de 780 M€ avant 1864   | Famille toujours présente en Roumanie et en Europe, préservant son patrimoine historique. | D’azur, au cerf rampant d’argent tenant un sceptre d’or.        |

### T
| Nom de famille | Titre(s) & Anoblissement | Origine      | Notice                                                                       | Possessions historiques                                                       | Statut actuel                              | Blason                                                   |
| -------------- | ------------------------ | ------------ | ---------------------------------------------------------------------------- | ----------------------------------------------------------------------------- | ------------------------------------------ | -------------------------------------------------------- |
| Teleki         | Comtes de Transylvanie   | Transylvanie | Famille de la noblesse hongroise, impliquée dans les sciences et la culture. | Châteaux Teleki, domaines agricoles (16 000 ha), fortune de 850 M€ avant 1864 | Toujours influente en Hongrie et Roumanie. | D'or, à un aigle éployé de sable, becqué et membré d'or. |

### V
| Nom de famille | Titre(s) & Anoblissement | Origine  | Notice | Possessions historiques                                                              | Statut actuel                                                                                   | Blason                                                       |
| -------------- | ------------------------ | -------- | --- | ------------------------------------------------------------------------------------ | ----------------------------------------------------------------------------------------------- | ------------------------------------------------------------ |
| Vogoride       | Boyards de Moldavie      | Moldavie | Famille phanariote influente ayant détenu des postes clés dans l’administration ottomane et moldave, notamment sous Nicolae Vogoride, impliqué dans l’union des Principautés. | Palais Vogoride, terres en Galați et Vaslui (9 000 ha), fortune de 720 M€ avant 1864 | Famille en grande partie dispersée après la fin des Phanariotes, influence réduite aujourd’hui. | D’azur, au croissant d’argent surmonté d’une étoile du même. |

### W
| Nom de famille | Titre(s) & Anoblissement         | Origine      | Notice                                                                         | Possessions historiques                                                           | Statut actuel                              | Blason                                                         |
| -------------- | -------------------------------- | ------------ | ------------------------------------------------------------------------------ | --------------------------------------------------------------------------------- | ------------------------------------------ | -------------------------------------------------------------- |
| Wesselényi     | Barons et comtes de Transylvanie | Transylvanie | Famille hongroise influente dans la politique et la résistance anti-Habsbourg. | Châteaux Wesselényi, domaines agricoles (14 000 ha), fortune de 780 M€ avant 1864 | Toujours influente en Hongrie et Roumanie. | De gueules, au lion rampant d'argent, armé et lampassé d'azur. |

### Y
| Nom de famille | Titre(s) & Anoblissement        | Origine                   | Notice | Possessions historiques                                                   | Statut actuel                                                     | Blason |
| -------------- | ------------------------------- | ------------------------- | --- | ------------------------------------------------------------------------- | ----------------------------------------------------------------- | --- |
| Ypsilántis     | Famille phanariote et militaire | Empire Ottoman / Moldavie | Connue pour son rôle dans la révolution grecque et l'administration moldave. Déclin après l'indépendance de la Grèce. | Domaines en Moldavie et Valachie (8 500 ha), fortune de 620 M€ avant 1864 | Descendants principalement en Grèce, famille éteinte en Roumanie. | De gueules, au croissant d'argent surmonté d'une épée d'or garnie d'argent, accompagnée de deux étoiles du même en chef. |

### Boyard
| Nom                 | Note | Ancienneté | Blason |
| ------------------- | --- | ---------- | ------ |
| - Boteanu           | |            |        |
| - Călinescu         | |            |        |
| - Câmpineanu        | |            |        |
| - Carp              | |            |        |
| - Catargi           | D'origine phanariote |            |        |
| - Cheșcu            | |            |        |
| - Cocorescu         | |            |        |
| - Comăneanu         | |            |        |
| - Conțescu          | |            |        |
| - Cornescu          | |            |        |
| - Costache          | D'origine phanariote |            |        |
| - Costescu          | |            |        |
| - Costin            | |            |        |
| - Cotarta           | |            |        |
| - Coțofeanu         | |            |        |
| - Craioveanu        | |            |        |
| - Crăsnaru          | |            |        |
| - Crețianu          | |            |        |
| - Crețulescu        | |            |        |
| - Donici            | |            |        |
| - Dudescu           | |            |        |
| - Fălcoianu         | |            |        |
| - Fărcășanu         | D'origine transylvaine |            |        |
| - Filipescu         | |            |        |
| - Filișanu          | |            |        |
| - Filitti           | |            |        |
| - Florescu          | |            |        |
| - Forescu           | |            |        |
| - Glogoveanu        | |            |        |
| - Golescu           | |            |        |
| - Grădișteanu       | |            |        |
| - Grecianu          | |            |        |
| - Hasdeu            | |            |        |
| - Hrisoverghi       | D'origine phanariote |            |        |
| - Iurașcu           | |            |        |
| - Jora              | |            |        |
| - Kogălniceanu      | |            |        |
| - Krupensky         | D'origine polonaise de l'Empire russe |            |        |
| - Lahovary,         | D'origine transylvaine |            |        |
| - Lambrino          | |            |        |
| - Lecca             | |            |        |
| - Lehliŭ            | |            |        |
| - Lenş ou De Linche | |            |        |
| - Leordeanu         | |            |        |
| - Locusteanu        | |            |        |
| - Lupu              | |            |        |
| - Miclescu          | |            |        |
| - Moțoc             | |            |        |
| - Negri             | |            |        |
| - Negruzzi          | |            |        |
| - Păianu            | |            |        |
| - Pallady           | |            |        |
| - Părăianu          | |            |        |
| - Poenaru           | |            |        |
| - Prăjescu          | |            |        |
| - Prejbeanu         | |            |        |
| - Prisăceanu        | |            |        |
| - Racotă            | |            |        |
| - Râșcanu           | |            |        |
| - Rioșanu           | |            |        |
| - Rudeanu           | |            |        |
| - Sărățeanu         | |            |        |
| - Șendrea           | |            |        |
| - Șeptilici         | |            |        |
| - Sion              | |            |        |
| - Strâmbeanu        | |            |        |
| - Stroici           | |            |        |
| - Těut              | |            |        |
| - Urdăreanu         | |            |        |
| - Ureche            | |            |        |
| - Văcărescu         | |            |        |
| - Vârnav            | |            |        |
| - Vĕrzaru           | La famille Vĕrzaru est une famille de boyards originaire de la région de Teleorman, dont faisait partie Constantin Verzaru, grand échanson du prince souverain de Valachie qui a péri dans la lutte entre les Turcs et les Germains.                                |            |        |
| - Vlădescu          | La famille Vlădescu (ro) originaire de Târgoviște, son ancienneté prouvée remonte à la seconde moitié du XVIe siècle. Ils possédèrent les domaines Ylădeniisi d'Argeş, dirigés par d'anciens seigneurs. La famille se divisa en deux branches au XVIIe siècle.      |            |        |
| - Vlădoianu         | La famille Vlădoianu (ro) est une ancienne famille d'Olténie, où ils sont parmi les boyards du XVIIe siècle. Constantin Vlădoianu est inscrit en 1718 et 1720, dans la liste des principaux boyard de Dolj, avec des contributions à l'administration autrichienne. |            |        |
| - Zătreanu          | La famille Zătreanu est une famille de boyards originaire d'Olténie, des documents prouvent leur existence depuis le début du XVIIe siècle. Le nom de famille est un dérivé du domaine longtemps détenu par ses ancêtres: Zătreniî de Dolj.                         |            |        |

### Noble
| Nom                 | Titre    | Note | Blason |
| ------------------- | -------- | --- | ------ |
| - Pálffy d'Erdőd    | Comte    | D'origine Magyar, la famille Pálffy a reçu le statut de baron hongrois en 1581. Nicolas (Miklós) II Pálffy d'Erdőd (1552-1600), originaire du château de Csábrág (Čabraď) et ispán du comitat de Pozsony (Bratislava), était un chef militaire. Ils ont été anoblis comte et prince. |        |
| - Rațiu             | Seigneur | La famille Rațiu (ro) est l'une des plus anciennes familles nobles roumaines du territoire de la Transylvanie. L'existence de la famille est attestée depuis l'époque de Sigismond de Luxembourg au XIVe siècle. La famille est originaire de Noșlac.                                |        |
| - Sbĭera,           | Boyard   | La famille Sbĭera, boyards de Bucovine, est citée par Popa Iuga dès l'époque d'Alexandre Ier de Moldavie, qui favorisa ses descendants Ilie et Ștefan (1401-47). |        |
| - Stârcea           | Baron    | La famille Stârcea est une famille moldave, qui reçut en Bucovine le titre de «baron», accordé par l'empereur d'Autriche. La famille est restée en Bucovine, après sa séparation de la Moldavie, ainsi que d'autres vieilles familles de boyards.                                    |        |
| - Vasilco-Serețchi, | Comte    | La famille Vasilco-Serețchi (ro), d'origine ukrainienne (Vasilko) mais fortement engagée dans la renaissance culturelle roumaine en Bucovine, a donné les seuls comtes d'origine roumaine dans tout l'empire d'Autriche.                                                             |        |
| - Wass              | Comte    | La famille Wass est l'une plus anciennes familles transylvaines. Ses archives remontent à l'an 1230, date à laquelle Béla IV de Hongrie confirme un don de terres aux frères Lób et Tamás: neuf villages dans le comté de Doboka.                                                    |        |

## Familles éteintes
- Balică
- Basarab
- Bașotă
- Báthory
- Buhuș
- Buicescu
- Buzescu
- Cândescu
- Cantemir
- Cârjă
- Cărpenișanu
- Ceaur
- Cerchez
- Conachi
- Corbeanu
- Dedulescu
- Hăbășescu
- Mǎnescu
- Merișanu
- Movilești
- Mușatini
- Pârșcoveanu
- Popescu
- Proroceanu
- Spineanu

### Valachie
| Nom                                  | Titres  | Remarques | Origine        | Blason |
| ------------------------------------ | ------- | --------- | -------------- | ------ |
| - Hrisoscoleŭ, en grec Chrysoskoleos | Boyard  |           | Constantinople |        |
| - Isvoranu                           | Boyard  |           | Valachie       |        |
| - Jianu                              | Boyard  |           | Olténie        |        |
| - Magheru                            | Boyard  |           | Valachie       |        |
| - Mehedințeanu                       | Boyard  |           | Olténie        |        |
| - Moret de Blaremberg                | Marquis |           | Belgique       |        |
| - Nǎsturel                           | Boyard  |           | Valachie       |        |
| - Niculescu                          | Boyard  |           | Valachie       |        |
| - Oteteleșanu                        | Boyard  |           | Valachie       |        |